# Carmen Moreno (piosenkarka)
Carmen Moreno (ur. 30 lipca 1926 w Altonie) – polska piosenkarka jazzowa i tancerka. Określana jako Swingująca królowa polskiego jazzu.

## Życiorys
Urodziła się w Altonie obok Hamburga, jako córka Polaka: Józefa Masłowskiego i Hiszpanki Pauliny Moreno. Jej rodzice poznali się w latach 20.XX wieku w Paryżu. Ojciec był tancerzem, a matka tancerką akrobatyczną i tworzyli duet estradowy „Los Morenos”, u boku którego debiutowała w wieku dziecięcym sama Carmen. Rodzina występowała z powodzeniem na scenach Berlina, Paryża czy Wiednia. W styczniu 1945, przybyli do Mysłowic, gdzie krótko później ojciec Carmen zginął w niewyjaśnionych okolicznościach.
W 1954 została solistką Orkiestry Jazzowej Zygmunta Wicharego, a w październiku 1955 wraz z nią wystąpiła podczas „Turnieju Jazzu” w Warszawie, zaś 12 listopada 1955 w koncercie „Studio 55”, zorganizowanym przez Leopolda Tyrmanda. Była solistką orkiestry jazzowej „Błękitny Jazz” pod dyrekcją Ryszarda Damrosza, z którą wystąpiła między innymi w lutym 1956 w Sali Kongresowej w Warszawie, a w sierpniu tego samego roku odbyła tourne po ZSRR.
W lipcu 1958 zdobyła I miejsce na I Festiwalu Jazzowym na Nep-Stadionie w Budapeszcie. Koncertowała w kraju i za granicą w towarzystwie kolejnych zespołów Jana Walaska. Występowała między innymi na Węgrzech, w NRD, ZSRR, Czechosłowacji, Bułgarii, Norwegii, Danii, Finlandii i Szwecji. W grudniu 1967 poślubiła Jana Walaska i razem z nim wyjechała do Skandynawii. Przez wiele lat Carmen Moreno i Jan Walasek występowali jako artyści na luksusowych statkach norwesko-amerykańskiego armatora NAL.
W 1981, Moreno i Walasek przyjechali na urlop do Polski i tu też zastało ich wprowadzenie stanu wojennego, które uniemożliwiło ponowny wyjazd za granicę. W 1989 Moreno i Walasek wystąpili z Big Bandem Stanisława Fiałkowskiego na XXVI Krajowym Festiwalu Piosenki Polskiej w Opolu, gdzie Moreno została wyróżniona tytułem „Miss Obiektywu”.
W 2009 jej twórczości poświęcono przedstawienie „Śpiewając jazz” w reż. Zbigniewa Dzięgiela prezentowane między innymi w Warszawie czy Ostrowcu Świętokrzyskim skąd pochodził Jan Walasek. W 2016 z inicjatywy organizatorów Ladies’ Jazz Festival, w Teatrze Muzycznym w Gdyni odbył się urodzinowy koncert Carmen Moreno z okazji jej 90 urodzin.
W trakcie kariery estradowej Carmen Moreno dokonała nielicznych nagrań fonograficznych dla Polskich Nagrań oraz nagrań radiowych dla Polskiego Radia oraz radia w Oslo. W 2009 ukazała się jej pierwsza płyta CD pt. Carmen Moreno – Śpiewający Jazz, zawierająca zarówno nagrania archiwalne jak i współczesne zrealizowane w trakcie przedstawienia „Śpiewając jazz” w 2009.

## Życie prywatne
Jej drugim mężem był muzyk Jan Walasek. Wnuczką Carmen Moreno jest wokalistka jazzowa Anna Serafińska.

## Dyskografia

### Albumy
- Carmen Moreno: Śpiewając jazz (Wydawnictwo 4ever MUSIC, 2009, CD; ze specjalnym udziałem Anny Serafińskiej i Macieja Zakościlnego)[11]

### EP/single
- Elisabeth Charles i Zespół Jazzowy Zygmunta Wicharego / Carmen Moreno i Zespół Jazzowy Jana Walaska: Georgia; Słoneczny dzień / St. Louis Blues; Triste Rapsodia (PN Pronit N 0138; 1960)[12]

## Galeria

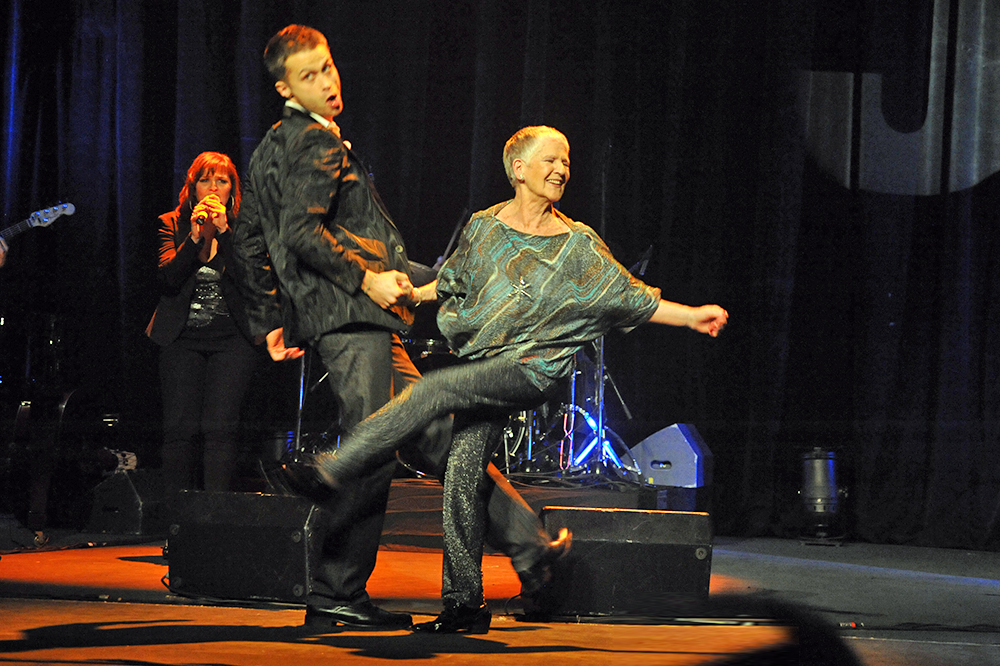
Na scenie z Maciejem Zakościelnym.
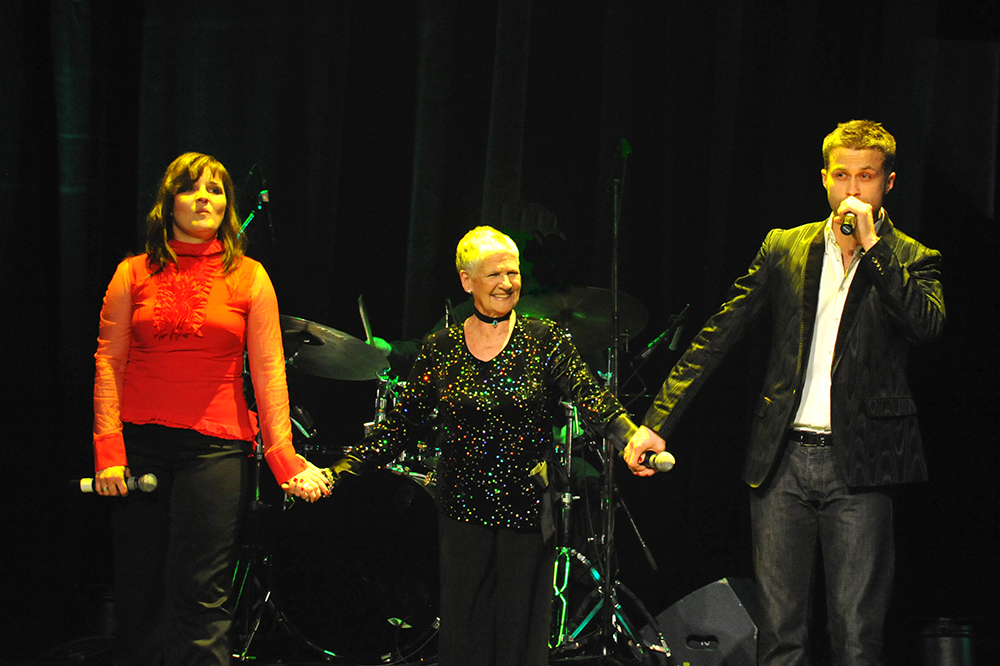
Spektakl Śpiewając Jazz. Teatr Polski, Warszawa, listopad 2010 r.
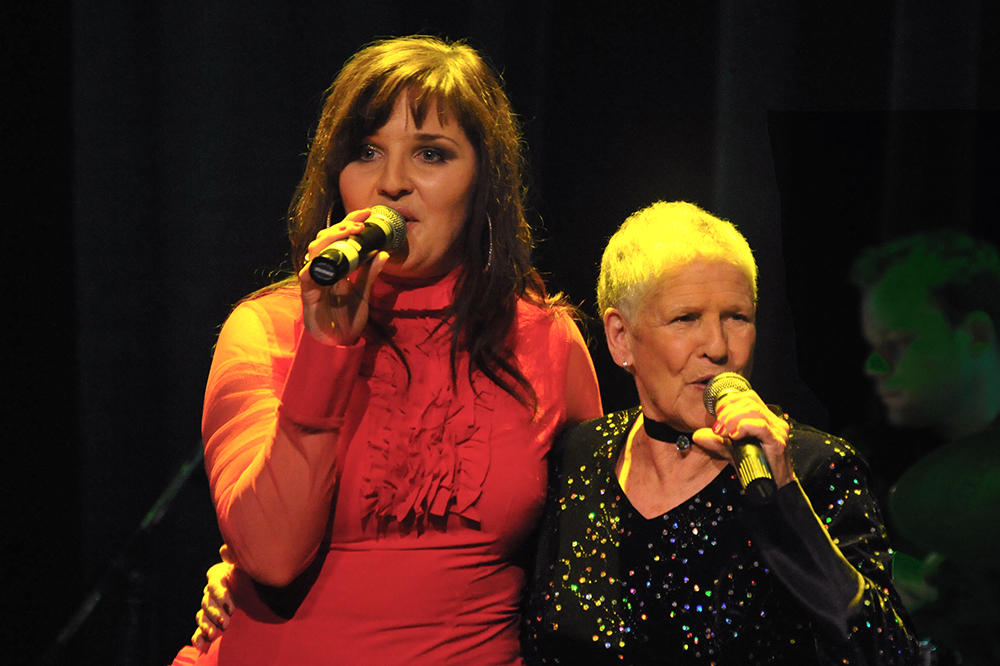
W duecie z wnuczką, Anną Serafińską.